# Stomachetosella sienna
Stomachetosella sienna är en mossdjursart som beskrevs av James Dick och Ross 1988. Stomachetosella sienna ingår i släktet Stomachetosella och familjen Stomachetosellidae. Inga underarter finns listade i Catalogue of Life.